# Tohvri (Viljandi)
Tohvri is een plaats in de Estische provincie Viljandimaa, behorend tot de gemeente Viljandi vald. Ze heeft de status van dorp (Estisch: küla).
Tot in 2013 behoorde Tohvri tot de gemeente Pärsti, die in dat jaar opging in Viljandi vald.

## Bevolking
De ontwikkeling van het aantal inwoners blijkt uit het volgende staatje:
| Jaar            | 2000 | 2011 | 2017 | 2019 | 2020 | 2021 |
| --------------- | ---- | ---- | ---- | ---- | ---- | ---- |
| Aantal inwoners | 111  | 72   | 74   | 76   | 80   | 70   |

## Ligging
De plaats ligt aan de rivier Raudna, die hier de grens vormt met het noordelijke buurdorp Metsküla en ook de grens tussen de gemeenten Viljandi vald en Põhja-Sakala.

## Geschiedenis
Tohvri werd voor het eerst genoemd rond 1900 onder de Russische naam Тофре (Tofre), een boerderij op het landgoed van Pojato (Puiatu). In 1922 werd Tohvri genoemd als dorp, in de jaren zeventig was het dorp gedegradeerd tot nederzetting (Estisch: asundus). In 1977 werd Tohvri weer een dorp.
Tohvri had een baksteenfabriek. In 1963 werd deze vervangen door een nieuwe fabriek, maar in 1974 gesloten.